# Elafebòlies
Les Elafebòlies (en grec antic: ἐλαφηβόλια) eren unes festes de l'antiga Grècia celebrades en honor d'Àrtemis Elafèbolos ('la caçadora de cervos') durant el mes d'Elafebolió, que rebia el nom a partir d'aquest festival.
Les Elafebòlies de la ciutat de Hiàmpolis, a la Fòcida, se celebraven cada any sembla que en commemoració d'una victòria sobre els tessalis que havien assolat el país i reduït la ciutat. Amb motiu d'aquesta festa, els seus habitants feien un tipus de pastís anomenat èlafos, que, com el seu nom indica (ἔλαφος), tenien forma de cervo de cabirol i s'oferien a la divinitat.
De les Elafebòlies celebrades a altres indrets de Grècia no es coneixen detalls.